# Jan Huydts
Jan Huydts (* 25. Februar 1937 in Schiedam) ist ein niederländischer Jazzpianist und -komponist. Er war einer der ersten europäischen Pianisten, die sich auch dem E-Piano und dem Synthesizer zuwendeten und Jazzrock spielten.

## Leben
Huydts beabsichtigte zunächst, Medizin zu studieren. Während seiner Gymnasialjahre in Hilversum nahm er Klavierunterricht bei Pierre Reinard und entwickelte sich zu einem technisch hervorragenden Pianisten. Während der Ferien zwischen Gymnasium und Hochschule überredete ihn der Bassist Arend Nijenhuis, ein Jazztrio zu starten; noch 1957 schlug er die Laufbahn als professioneller Musiker ein. 1959 begleitete er im Brüsseler Blue Note Jackie McLean und Art Taylor. Dann wurde er Mitglied des Quartetts von Herman Schoonderwalt (zu dem auch Cees See und Bassist Eddy Doorenbos gehörten). Zeitweilig spielte er auch mit The Millers um Ab de Molenaar. Mit seinem eigenen  Trio gewann er die Parool Jazz Parade im Amsterdamer Concertgebouw. 1961 war er (als Bassist) mit einem deutschen Showorchester in den US-Clubs von Tripolis. Gemeinsam mit Joe Nay und Peter Trunk bildete er 1963 und 1964 die Hausband im Berliner Club Blue Note und begleitete durchreisende Solisten wie Dexter Gordon, Johnny Griffin oder Donald Byrd. Bis 1966 spielte er dann in der Begleitband von Sänger Toon Hermans. Anschließend ist er bis 1970 der musikalische Leiter der Band von Wim Sonneveld. Daneben ging er mit Philly Joe Jones auf Tournee; auch tourte er mit seinem eigenen Trio, das sich dem Jazzrock zuwendete. Aus dem Trio mit Ali Haurand und Schlagzeuger Leo de Ruiter entsteht die Band Third Eye, zu der zunächst noch Gitarrist John Schuursma gehörte sowie Gastsolisten wie Theo Loevendie, Jon Eardley oder Wilton Gaynair; Huydts gehörte der Band, die mit Frank Köllges auch in Deutschland auftrat, bis 1976 an. Im selben Jahr bildete er mit seinem Piano-Kollegen Rob Franken und Schlagzeuger Henk Zomer das Trio The Keyboard Circle. Im Folgejahr tourte er mit Wim Overgaauw und dem Nederlands Dans Theater mit dem Ballettstück Strangers durch Italien und England. Zwischen 1978 und 1980 war Huydts musikalischer Leiter der Sängerin Jasperina de Jong. Von 1980 bis 1998 war er als Hochschullehrer, zeitweilig auch als Abteilungsdirektor, an der Jazzabteilung des Konservatoriums Hilversum tätig. In den nächsten Jahren organisierte und präsentierte er eine Serie von Sonntagskonzerten in Hilversum; daneben trat er bis 2007 mit verschiedenen Bands in niederländischen Jazzclubs auf.

## Diskographische Hinweise
- Trio Conception (Philips 1963, mit Peter Trunk und Joe Nay)
- Third Eye (Ring Records 1976, mit Ali Haurand, Frank Köllges, Steve Boston)
- The Keyboard Circle (mit Rob Franken, Henk Zomer)
- Jazz at the Pinehill (2001)